# Вісник Харківського національного університету імені В.Н.Каразіна

Вісник Харківського національного університету імені В. Н. Каразіна входить до:
1. міжнародної Бази даних Index Copernicus International S.A. (Польща) (Серія : Геологія. Географія. Екологія)
2. міжнародної Бази даних Emerging Sources Citation Index (ESCI)[1], яка є частиною Core Collection Web of Science (Серія : Геологія. Географія. Екологія)
3. міжнародної Бази даних Zentralblatt MATH (Серія: Математика, прикладна математика і механіка)[2].

Вісник університету включає такі серії:
- Вісник Харківського національного університету імені В. Н. Каразіна Серія : Біологія, Харків
- Вісник Харківського національного університету імені В. Н. Каразіна Серія : Валеологія: сучасність і майбутнє, Харків
- Вісник Харківського національного університету імені В. Н. Каразіна Серія: Геологія. Географія. Екологія.[3] Харків
- Вісник Харківського національного університету імені В. Н. Каразіна Серія : Екологія, Харків
- Вісник Харківського національного університету імені В. Н. Каразіна Серія: Економічна, Харків
- Вісник Харківського національного університету імені В. Н. Каразіна Серія: Іноземна філологія. Методика викладання іноземних мов, Харків
- Вісник Харківського національного університету імені В. Н. Каразіна Серія: Історія, Харків
- Вісник Харківського національного університету імені В. Н. Каразіна Серія : Історія України. Українознавство: історичні та філософські науки, Харків
- Вісник Харківського національного університету імені В. Н. Каразіна Серія: Математика, прикладна математика і механіка[4], Харків
- Вісник Харківського національного університету імені В. Н. Каразіна Серія: Математичне моделювання. Інформаційні технології. Автоматизовані системи управління, Харків
- Вісник Харківського національного університету імені В. Н. Каразіна Серія : Міжнародні відносини. Економіка. Країнознавство. Туризм, Харків
- Вісник Харківського національного університету імені В. Н. Каразіна Серія: Питання політології, Харків
- Вісник Харківського національного університету імені В. Н. Каразіна Серія : Право, Харків
- Вісник Харківського національного університету імені В. Н. Каразіна Серія : Психологія, Харків
- Вісник Харківського національного університету імені В. Н. Каразіна Серія : Радіофізика та електроніка, Харків
- Вісник Харківського національного університету імені В. Н. Каразіна Серія: Соціальні комунікації, Харків
- Вісник Харківського національного університету імені В. Н. Каразіна Серія: Соціологічні дослідження сучасного суспільства: методологія, теорія, методи, Харків
- Вісник Харківського національного університету імені В. Н. Каразіна Серія: Теорія культури і філософія науки, Харків
- Вісник Харківського національного університету імені В. Н. Каразіна Серія : Фізика, Харків
- Вісник Харківського національного університету імені В. Н. Каразіна Серія: Фізична «Ядра, частинки, поля», Харків
- Вісник Харківського національного університету імені В. Н. Каразіна Серія : Філологія, Харків
- Вісник Харківського національного університету імені В. Н. Каразіна Серія : Філософія. Філософські перипетії, Харків
- Вісник Харківського національного університету імені В. Н. Каразіна Серія : Хімія, Харків